# Mzila
Mzila (ou Umzila, mort en 1884) est le fils du roi du Gaza, Soshangane. Pendant le règne de son père, il est gouverneur de la partie nord du royaume. 
À la mort de son père, en 1858, il entre en guerre contre son frère, Mawewe, pour prendre la tête du royaume. Mawewe, fils d'une mère Swazi, s'empare du trône, avec l'aide de Mswati, roi du Swaziland. Mzila, fils d'une mère Tsonga, fuit au sud, dans les montagnes du Soutpansberg, dans ce qui est à l'époque la république du Transvaal, cherchant des alliances pour chasser son frère et assumer le pouvoir. Il y a des affrontements entre les deux frères et leurs alliés et, en novembre 1861, Mzila est vainqueur, grâce à la défection des régiments de Mawewe. Ce dernier se réfugie à la cour du roi du Swaziland et, au début de 1862, une armée swazi attaque les troupes de Mzila qui, battu, fuit à son tour. En août 1862, aidé des Portugais, il contre-attaque ; les Swazi se retirent et Mzila occupe le trône. La région connaît des raids swazi durant l'année 1863, mais, après la mort de Mswati, en 1865, les Swazi abandonnent l'idée d'aider à réinstaller Mawewe sur le trône.
Il meurt en 1884 et c'est son fils, Gungunhana, qui lui succède.